# Mönchengladbach Wolfpack 2019
Questa voce raccoglie le informazioni riguardanti i Mönchengladbach Wolfpack nelle competizioni ufficiali della stagione 2019.

## Femminile

### Queen's Football League 2019
| Rotterdam 15 dicembre 2019, ore 15:00 | Amsterdam Cats | 0 – 18 | Mönchengladbach Wolfpack Ladies |  |

### Statistiche di squadra
| Competizione | %Vittorie | In casa | In casa | In casa | In casa | In casa | In casa | In trasferta | In trasferta | In trasferta | In trasferta | In trasferta | In trasferta | Totale | Totale | Totale | Totale | Totale | Totale |
| Competizione | %Vittorie | G       | V       | N       | P       | Pf      | Ps      | G            | V            | N            | P            | Pf           | Ps           | G      | V      | N      | P      | Pf     | Ps     |
| ------------ | --------- | ------- | ------- | ------- | ------- | ------- | ------- | ------------ | ------------ | ------------ | ------------ | ------------ | ------------ | ------ | ------ | ------ | ------ | ------ | ------ |
| QFL          | 1.000     | 1       | 1       | 0       | 0       | 18      | 0       | 0            | 0            | 0            | 0            | 0            | 0            | 1      | 1      | 0      | 0      | 18     | 0      |
| Totale       | 1.000     | 1       | 1       | 0       | 0       | 18      | 0       | 0            | 0            | 0            | 0            | 0            | 0            | 1      | 1      | 0      | 0      | 18     | 0      |